# Битва при Сан-Педро-Перулапан
Битва при Сан-Педро-Перулапан — битва, що відбулася 25 вересня 1839 року в місті Сан-Педро-Перулапан у нинішній республіці Сальвадор між федеральною армією під командуванням генерала Франциско Моразана та так званою «Утихомирювальною армією Центральної Америки» під командуванням генерала Франсіско Феррера, що призвело до його поразки.

## Фон
Генерал Феррера, оговтавшись після катастрофи Битви Святого Духа, з контингентом у 300 осіб, гвинтівками та боєприпасами, які уповноважений комісар Хосе Марія Герреро де Аркос і Моліна отримав для нього від уряду Нікарагуа, повернувся, щоб вторгнутися в державу. Сальвадору під командуванням 1200 осіб, яких він назвав «Умиротворюючою армією Центральної Америки», для департаменту Чалатенанго, зайнявши Пласа-де-Сухітото, 22 вересня 1839 р., звідки генералу Моразану було висунуто ультиматум.
Тим часом підполковник Есколастіко Марін, сепаратист і прихильник Феррери, повстав проти уряду генерала Морасана, поставивши свої контингенти на службу загарбнику, і який, вступивши в контакт з Феррерою, наказав йому вийти на площу. Кожутепеке, куди він прибуде зі своїми військами, щоб підтримати фракцію, а пізніше займе площу Сан-Сальвадор, де покладе край владі глави держави та де-факто уряду віце-президента Федерації Дієго Відгіла.
Відразу після того, як генерал Морасан дізнався про нове вторгнення генерала Феррери, 15 вересня він залишив Сан-Сальвадор під командуванням 300 осіб на пошуки Феррери, якого він попередньо розгромив у квітні того ж року в Асьєнда де Ель Святого Духа.
Скориставшись відсутністю Моразана, на світанку 16 числа в самому місті Сан-Сальвадор спалахнуло повстання, яке за короткий час взяло місто під свій контроль. Попередивши Моразана про повстання, він знову рушив на місто Сан-Сальвадор і за короткий час завдав їм гучної поразки, врятувавши свою сім'ю, яка опинилася в руках революціонерів.
Коли порядок у Сан-Сальвадорі було відновлено, генерал Морасан знову звернув увагу на армію Феррери, яка з Сучітото мобілізувалася на Кохутепеке, з метою взяти цю площу та негайно атакувати столицю.
Генерал Морасан, бажаючи розгромити Ферреру, зібрав колону з 500 чоловік після того, як приєднався до контингенту, привезеного до столиці полковником Рівасом, залишивши Сан-Сальвадор на чолі 24 вересня 1839 року. Прибувши того дня вдень у Сан Мартіна, і, у свою чергу, того ж дня, у Сан-Педро-Перулапан, генерал Феррера, командуючий своїми військами, які він там розмістив, з метою продовження свого маршу наступного дня до Кохутепеке.
Підполковник Марін рушив у свою чергу з контингентом із 600 чоловік, які він зібрав у департаменті Сан-Вісенте, над Кожутепеке, де він мав зустрітися з Феррерою.

## Битва
Рано вранці 25 вересня того ж місяця генерал Морасан рушив із Сан-Мартіна до Сан-Педро-Перулапан із контингентом із 600 чоловік, до якого приєдналися ще 100 осіб, у Сан-Мартін і рушив із ними, готові здивувати Феррера у власному таборі.
О шостій ранку Морасан був попереду ворогів, не помічений ними через звивисту та розбиту місцевість, яка готувалася, створюючи формування, щоб продовжити свій марш на Санта-Крус-Мічапа, на шляху до Кожутепеке.
Скориставшись недостатньою обережністю ворога, який не уявляв, що він перед ним, Морасан, щоб підготувати форму атаки, піднявся на невелику височину на землі, щоб спостерігати за місцем і, маючи змогу переконатися, що Люди Феррери зайняли площу маленького містечка, церкву та парафіяльний будинок, над усіма ними панувала невелика височина, де була дзвіниця, зайнята численними військами; він наказав полковнику Антоніо Лазо, який з 50 драгунами та другою частиною мисливців атакувати багнетом лоб у лоб загін із приблизно 100 чоловік, який Феррера розташував біля південного входу до міста.
Виконуючи вказівки, Лазо напав на ворога, який не зміг протистояти стрімкій і несподіваній атаці, змушений був тікати до центру площі, переслідуваний полковником Лазо, поки не відкинув його, де вступив у ближній бій. .. з основною частиною армії Феррери, яка готувалася до бою.
Попередивши Моразана, що Лазо рухається до центру міста, переслідуючи колону, яку він витіснив, він наказав полковнику Рівасу захистити його з першою ротою мисливців. штурму, вступив у бій з офіцерами свого генерального штабу та другим батальйоном Йоро.
Морасан зі свого спостережного пункту після того, як полковник Рівас вступив у контакт з ворогом, наказав полковнику Індалесіо Кордеро атакувати полковника Франсіско Мартінеса на лівому фланзі, розташованому на захід від міста, який разом із третім батальйоном Йоро захищав дзвіницю; головна опора і грізна оборона армії генерала Феррери.
Тоді битва набуває великих масштабів. Полковник Кордеро атакує дзвіницю, але отримує відсіч. Потроху війська Ріваса і Лазо поранили генерала Ферреру і відвели в тил. Рівас, у свою чергу, втрачає верхового скакуна, впавши на землю, але незабаром одужує і наказує полковнику Гільєрмо Кінтаніллі атакувати дзвіницю в лоб і захистити нову атаку полковника Кордеро на той самий редут, поки він розправляється з полковником Лазо, якого також поранено в бою.
Мартінес і його війська мужньо захищали дзвіницю та відбивали флангові та фронтальні атаки полковників Кордеро та Кінтанільї. Тоді Морасан наближається і активізує атаку, вимовляючи свої війська, і відкидає полковника Естебана Сьєро на схід., з двома резервними ротами, тоді як полковники Кордеро та Кінтанілья повернулися до атаки на лівому фланзі та фронті. Тоді Мартінес, який чинив стільки опору, підхопив три пожежі, здався, а люди Феррери все ще билися в церкві та священицькому дворі, поки не почув вітальні вигуки Федерації з боку дзвіниці та не помітив, що в цьому У секторі опору більше не було, полонені в паніці, вони наказали відступити, коли також зрозуміли, що колони полковника Сьєро загрожують закрити їхній тил під час просування на східну сторону міста.
На початку поразки та розформування військ сепаратистів Феррери генерал Морасан наказав переслідувати їх секцію драгунів і роту піхоти, яку він поставив під командування полковника Марселіно Переса і яка не брала участі в бойових діях. дії.через брак місця на землі. Переможені втекли до Сухітото та через Лемпу, шукаючи броду, щоб перетнути її. Один із помічників Феррери, капітан Бріто, хотів згрупувати тих, хто втікав, і організувати відхід, але на нього напав і знищив полковник Перес, який загинув під час війни. Переслідування переможених тривали аж до кордону Гондурасу.
Втрати Феррери в бою склали 152 солдати і 8 убитих офіцерів; 250 полонених, захопивши чотирифунтову гармату, 700 рушниць і 17 ящиків з амуніцією, військову картотеку, музичні інструменти та прапори.
З боку федералістів загинуло 16 солдатів і офіцер; Поранено 3 начальників, 3 офіцерів і 18 солдатів.

## Наслідки
Після розгрому Феррера був поранений і змушений був сховатися в Нікарагуа . Пізніше Морасан знову відправив Кабаньяса в Гондурас, і 13 листопада того ж року він завдав поразки військам генерала Хосе Франсіско Селайя-і-Аєса, у битві при Сітіо-де-ла-Соледад, поблизу Тегусігальпи, однак пізніше він зазнав поразки від того ж генерала з нікарагуанськими підкріпленнями 31 січня 1840 року в Лос-Льянос-дель-Потреро. Після цього Феррера більше не наважувався до протистояння х Морасаном, тому той в березні 1840 взявся за Карреру, вторгнувшись в Гватемалу, однак зазнав розгрому в нічній атаці на табір під час перебування в Гватемала-сіті, і був змушений відправитися в вигнання.